# Borís Rosing
Borís Lvóvich Rosing (del ruso: Бори́с Льво́вич Ро́зинг) (1869-1933) fue un científico e inventor ruso en el campo de la televisión. En 1907, previó un sistema de televisión que usó TRC en el lado receptor. Rosing presentó una solicitud para un patente en Alemania el 26 de noviembre de 1907 y - con la versión mejorada de su sistema - el 2 de marzo de 1911. Siguió con una demostración, un informe sobre el cual fue publicado en Scientific American, con gráficos y una descripción completa del funcionamiento de la invención.
La invención de Rosing desarrolló los diseños de Nipkow y su sistema mecánico de lentes y espejos rotativos. Por consiguiente, el sistema de Rosing empleó un aparato de cámara mecánica, pero usó un TRC muy básico (desarrollado en Alemania por Karl Ferdinand Braun) como receptor. El sistema fue primitivo, pero fue una de las primeras demostraciones experimentales donde el TRC fue empleado para los propósitos de televisión.
Según la vista generalmente establecida, Vladímir Zvorykin fue un alumno de Rosing y le ayudó con su trabajo en el laboratorio.
Rosing continuó su investigación sobre televisión hasta 1931 cuando fue desterrado a Arjánguelsk por Iósif Stalin. Rosing murió en exilio en 1933.